# Menjant garotes
Menjant garotes (lett. Mangiando ricci di mare) è un cortometraggio diretto da Luis Buñuel e girato nel 1930 durante le riprese de L'âge d'or.

## Trama
Il padre di Dalí è a tavola con la moglie. Grande assente: Salvador Dalí. 

## Accoglienza
Definito "incoerente e tenero" su Cahiers du cinéma, si tratta di 83 metri di pellicola 35 mm per una durata di 4 minuti. Alla pellicola, ritrovata miracolosamente intatta dalla sorella di Dalí e recuperata dalla Filmoteca de Catalunya nel 1989 , Jordi Xifra dedica un libro nel 2023, Menjant garotes (En mangeant des oursins) de Luis Buñuel. La tesi è che con questo breve film Buñuel rompe il sodalizio con Dalí.